# HeLa

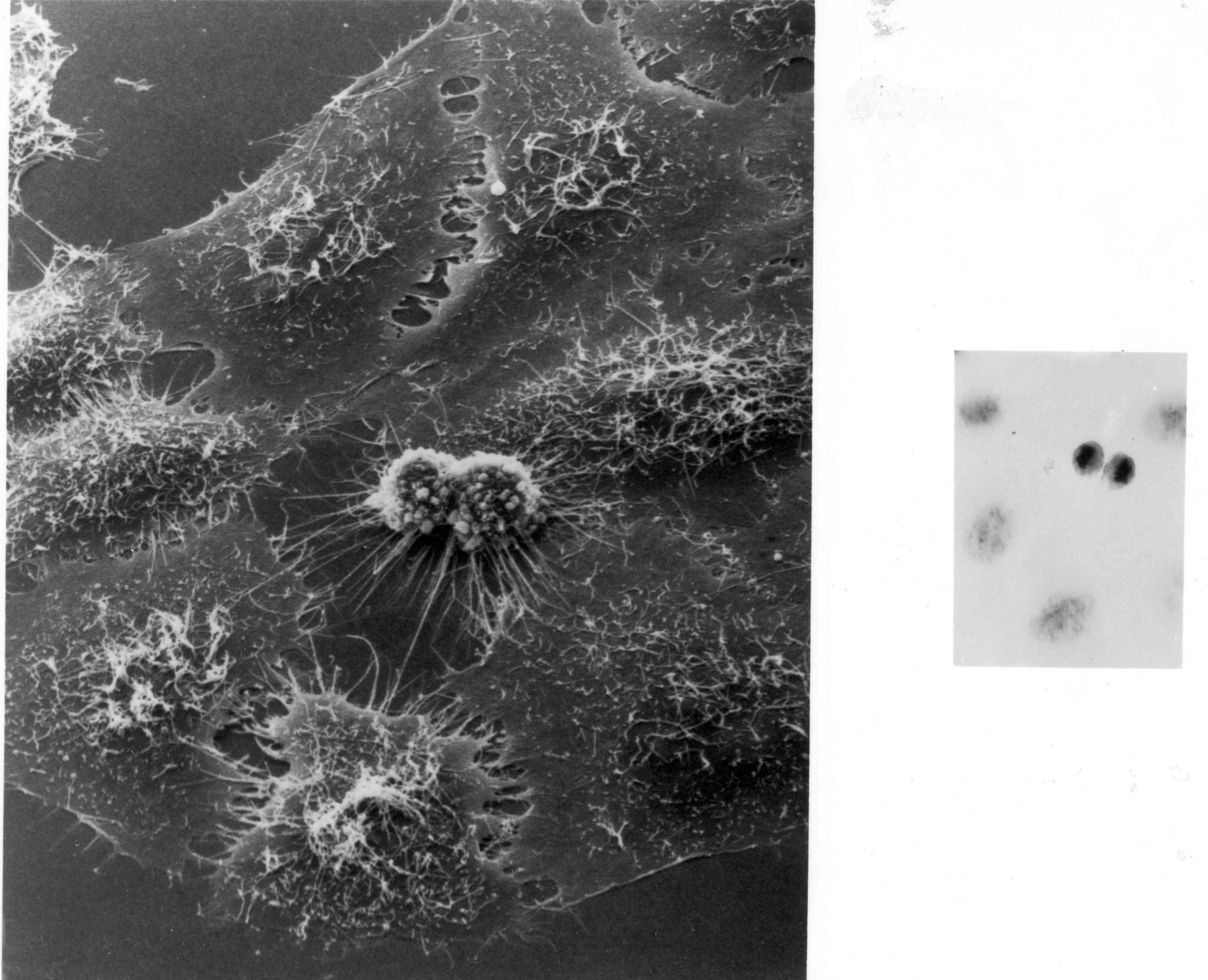
Cellules HeLa observées au microscope électronique à balayage (gauche) et au microscope à contraste de phase (droite). On distingue au centre une cellule en phase terminale de mitose, d'aspect arrondi, entourée de cellules en interphase, plus plates.

Les cellules HeLa sont une lignée cellulaire cancéreuse utilisée en biologie cellulaire et en recherche médicale. Ces cellules proviennent d'un prélèvement de métastases effectué sans consentement sur une patiente Afro Américaine atteinte d'un cancer du col de l'utérus et décédée en 1951, Henrietta Lacks. Ses cellules sont d'un usage extrêmement courant dans les laboratoires de recherche de biologie. 

## Une lignée «immortelle»

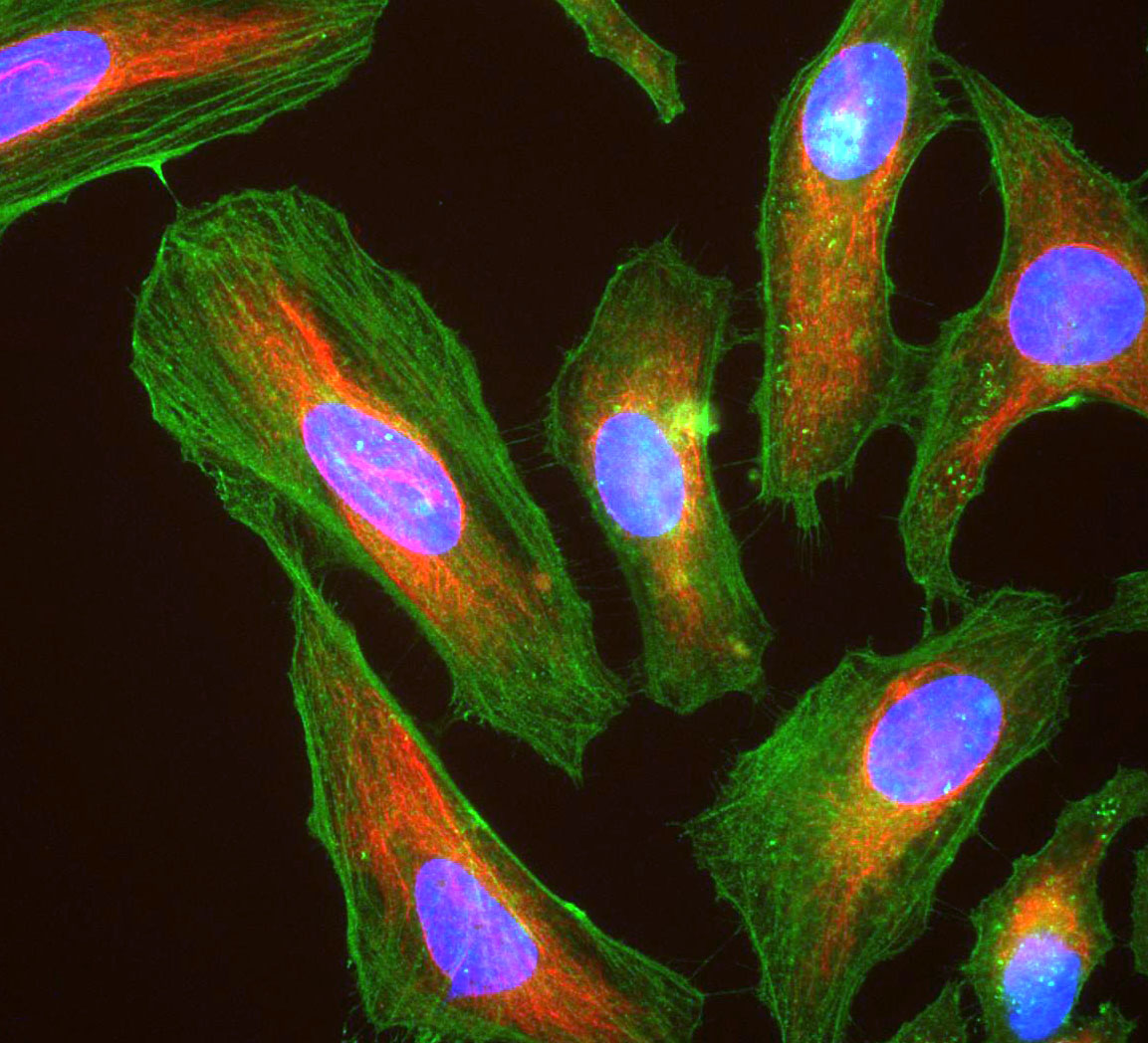
Image de culture de cellules HeLa

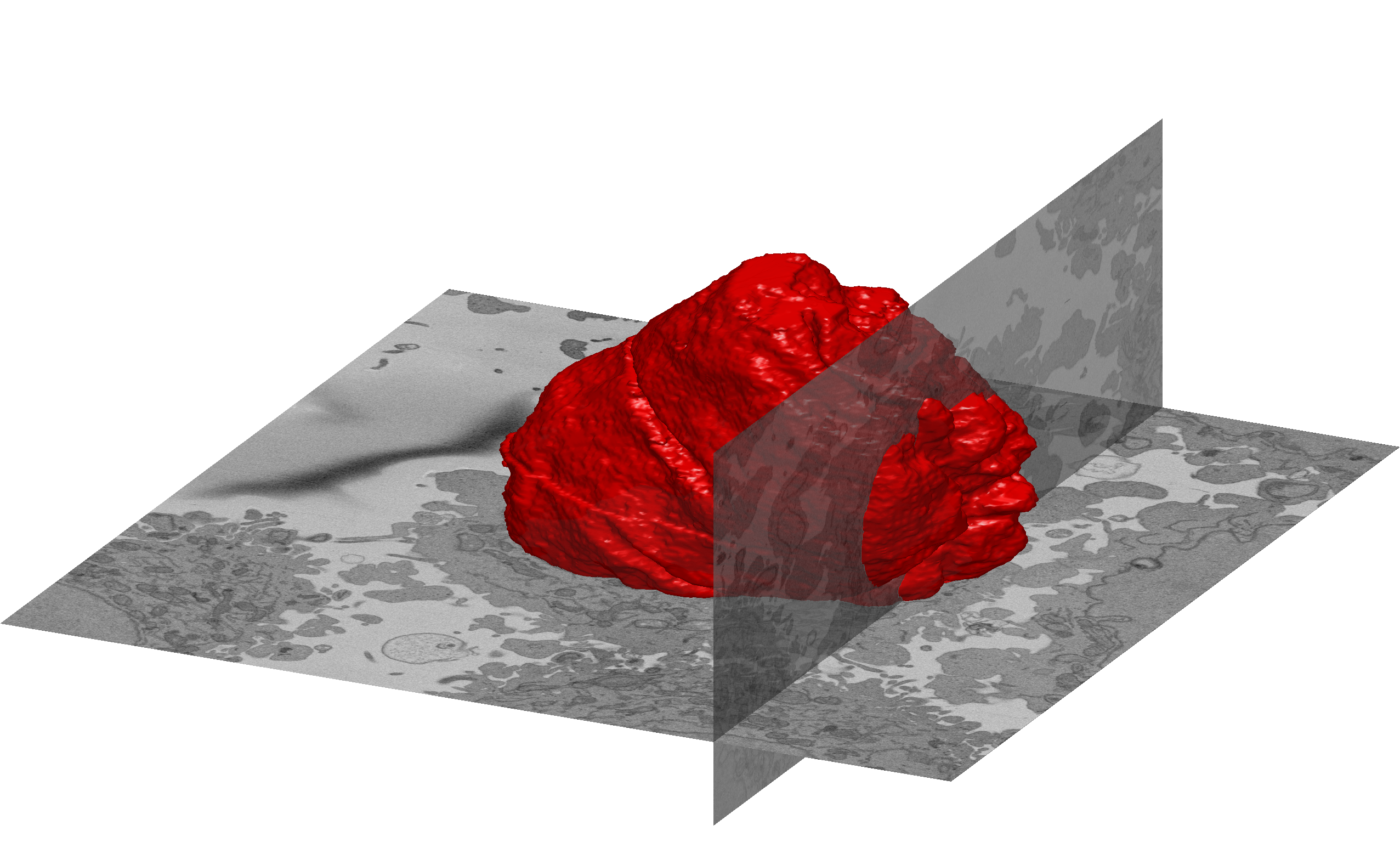
Surface de la membrane nucléaire d'une cellule HeLa (rouge) et deux images au microscope électronique pour référence.

Les cellules HeLa forment la première lignée cellulaire immortelle d'origine humaine jamais établie, par George Gey (une lignée immortelle de cellules d'origine animale avait été créée 11 ans auparavant par Wilton Earle). Ces cellules présentent la particularité de se diviser indéfiniment. Elles n'ont pas de système de régulation, ce qui fait qu'elles ne peuvent que proliférer (dans des conditions de culture en laboratoire). Les chercheurs de l'université de Washington expliquent ce phénomène inhabituel par le fait que le gène cancérigène du virus ayant touché Henrietta Lacks a rencontré un gène oncogène préexistant dans son organisme, et que l'association de ces deux gènes a « potentialisé leurs effets ». Dans l'organisme d'Henrietta se trouvait une enzyme nécessaire à la division cellulaire.

## Contamination des lignées cellulaires par HeLa
En 1966, Stanley Gartler suggéra que la majorité des lignées cellulaires humaines alors existantes dérivait des cellules HeLa. À la suite de ce travail, the American Type Culture Collection, organisme officiellement chargé de conserver des cellules en garantissant la pureté, testa toutes ses lignées cellulaires en 1968 : sur les 34, 24 n'étaient composées que de cellules HeLa.
Walter Nelson-Rees prolongea les travaux de Gartler dans une série de 11 articles dont 5 publiés dans la revue Science,. Ses conclusions, reçues avec beaucoup de réticence par la communauté scientifique, semblent - au moins partiellement - confirmées aujourd'hui : entre 15 et 30 % des lignées cellulaires seraient contaminées.
D'autres lignées humaines que les cellules HeLa peuvent contaminer les cultures.

## Cas d'utilisation
Les cellules HeLa ont servi dans les années 1950 à la mise au point du vaccin contre la poliomyélite, et ont permis des avancées dans la connaissance des virus et de la génétique. Elles ont été utilisées dans des expériences sur l'effet des radiations, et ont été embarquées dans l'espace pour permettre aux biologistes d'étudier les effets de l'apesanteur. Une des principales avancées a été la mise au point de techniques de congélation qui n'altèrent pas les cellules, et permettent de stopper le développement dans un état précis, et de le reprendre à volonté. 
Les cellules ont été introduites dans l’art contemporain par l’artiste français Pierre Huyghe. En 2016, elles étaient présentes dans Living/ Cancer/ Variator, une installation montrée pendant la carte blanche de Tino Sehgal au Palais de Tokyo. En 2017, elles jouèrent un rôle central dans After Alife Ahead, un écosystème monté dans une patinoire désaffectée durant la manifestation Skulptur Projekte à Münster.

## Usages en laboratoires
La conférence de Lake Placid en 1978 fut un évènement majeur : la FDA autorisait l'utilisation de lignées continues pour la production de substances à destination de l'Homme.